# بيث شابمان
بيث شابمان (بالإنجليزية: Beth Chapman)‏ هي مشاركة تلفزيون الواقع ‏ أمريكية، ولدت في 29 أكتوبر 1967 في دنفر في الولايات المتحدة، وتوفيت في 26 يونيو 2019 في هونولولو في الولايات المتحدة.

## وصلات خارجية
- بيث شابمان على موقع IMDb (الإنجليزية)
- بيث شابمان على موقع قاعدة بيانات الفيلم (الإنجليزية)